# Centre médical Elisha
 (janvier 2018).
Si vous disposez d'ouvrages ou d'articles de référence ou si vous connaissez des sites web de qualité traitant du thème abordé ici, merci de compléter l'article en donnant les références utiles à sa vérifiabilité et en les liant à la section « Notes et références ».
Le Centre Médical Elisha (en hébreu: בית חולים אלישע) est un hôpital privé au nord de Israël, le centre est situé dans la ville de Haïfa. Elisha a des médecins, des technologies et l'équipement, pour fournir aux patients un traitement médical. Pour élargir ses services et atteindre une population plus large, le centre médical Elisha a collaboré avec le centre médical Rambam. Les installations comprennent le centre de traitement hyperbare avec oxygène Elisha-Rambam (qui opère au sein de l'hôpital Elisha) et la clinique Elisha pour l'imagerie par résonance magnétique (IMR) de l'hôpital Rambam.

## Départements
Elisha dispose de départements dédiés à la chirurgie, la gynécologie, l'urologie, l'orthopédie, la cardiologie, la réhabilitation, la gastro-entérologie et la dialyse. Elisha dispose de 140 lits d'hôpital et de 6 blocs opératoires conçus pour effectuer différentes interventions chirurgicales, de la chirurgie cardiaque et plastique, à la chirurgie du dos et au remplacement des articulations. Elisha emploie 300 personnes et 200 médecins, qui effectuent 10 000 interventions chirurgicales et 12 000 interventions ambulatoires chaque année, ainsi que des traitements de fécondation in vitro (FIV).